# B.Y.O.B.
Pour les articles homonymes, voir BYOD.
B.Y.O.B. (ou Bring Your Own Bombs) est une chanson à but antimilitariste et le premier single tiré de l'album Mezmerize du groupe de Hard rock américain System of a Down, sorti le 26 novembre 2005. C'est la piste 2 de l'album. De même que la chanson Boom!, B.Y.O.B. a été écrite en protestation contre la Guerre d'Irak.
L'acronyme B.Y.O.B. (prononcé baɪ ə.ˈbeɪ) est une expression utilisée dans les établissements pour signaler qu'il est possible d'apporter ses propres consommations. De plus, on peut entendre dans la chanson les impératifs Buy! (Achète !) et Obey! (Obéis !), issus de la décomposition de l'acronyme. En cela, le titre peut être aussi considéré comme une critique de la société de consommation.
La chanson est présente sur le jeu vidéo Guitar Hero: World Tour.